# آناستازیا کاپاسچینسکایا
آناستازیا کاپاسچینسکایا (روسی: Анастасия Александровна Капачинская؛ زادهٔ ۲۱ نوامبر ۱۹۷۹) دونده دو سرعت اهل روسیه بود.
وی در مسابقات کشوری و بین‌المللی در مجموع برندهٔ ۱ مدال طلا، ۱ مدال نقره، ۱ مدال برنز شده‌است.
کاپاسچینسکایا که برنده ۲ مدال نقره در بازی‌های المپیک تابستانی ۲۰۰۸ و بازی‌های المپیک تابستانی ۲۰۱۲ شده بود پس از مثبت اعلام شدن تست دوپینگش در سال ۲۰۱۶ عناوین نایب قهرمانی المپیک و سه عنوان سومی در مسابقات جهانی دو و میدانی و یک قهرمانی در مسابقات قهرمانی دو و میدانی اروپا از وی پس گرفته شد.